# Chaussée Hindenburg
 (avril 2018).
Si vous disposez d'ouvrages ou d'articles de référence ou si vous connaissez des sites web de qualité traitant du thème abordé ici, merci de compléter l'article en donnant les références utiles à sa vérifiabilité et en les liant à la section « Notes et références ».
La chaussée Hindenburg (en allemand Hindenburgdamm) est l'unique liaison fixe entre l'île allemande touristique de Sylt et le continent. Elle supporte une double voie ferroviaire non électrifiée. En conséquence, le trafic passant par là se fait exclusivement en train, avec notamment un service cadencé de navette auto-train dénommé Sylt Shuttle.
Elle fut inaugurée le 1er juin 1927 après quatre années de chantier, et nommée en l'honneur du président allemand Paul von Hindenburg.

Galerie de la chaussée Hindenburg.
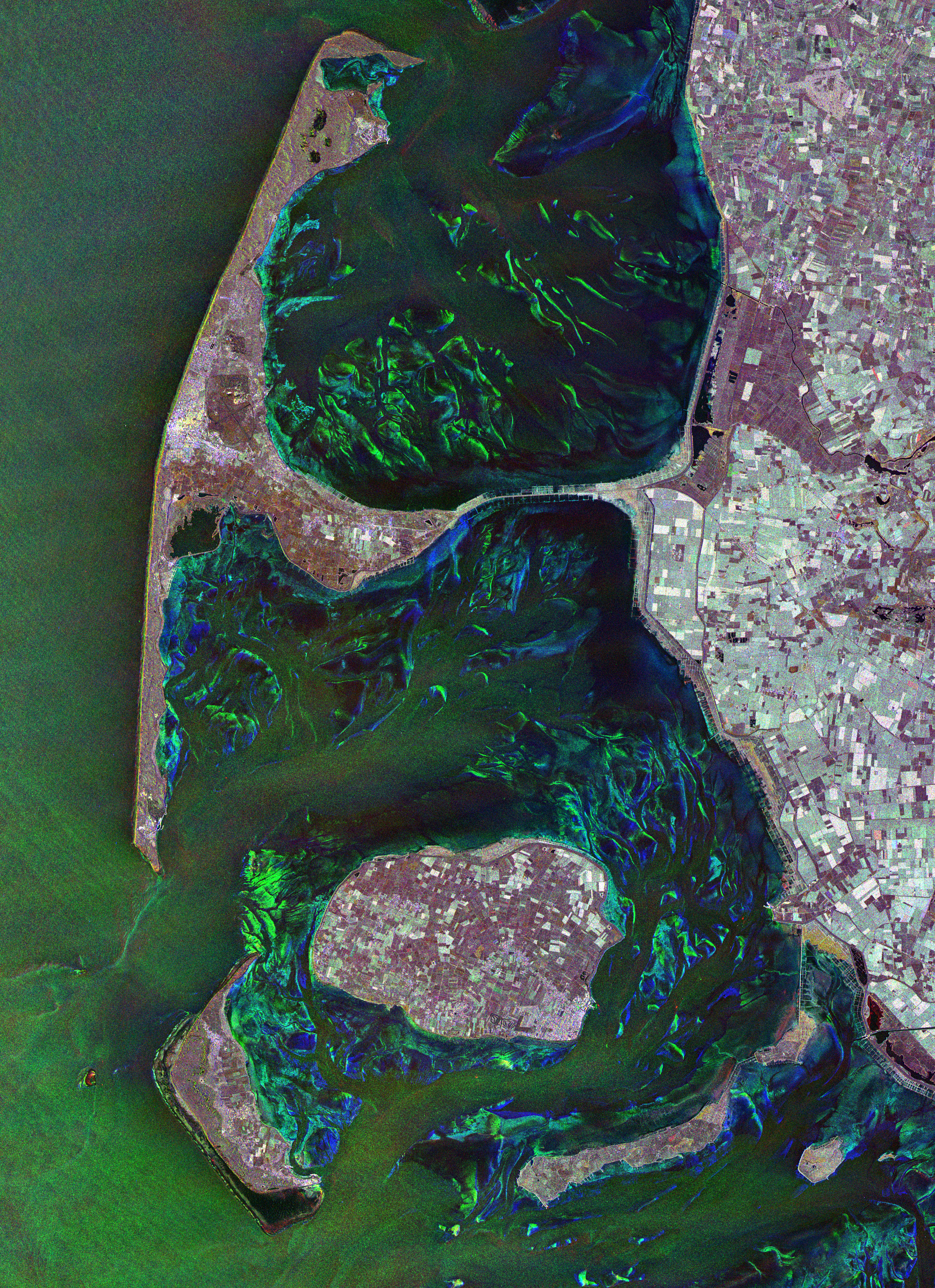
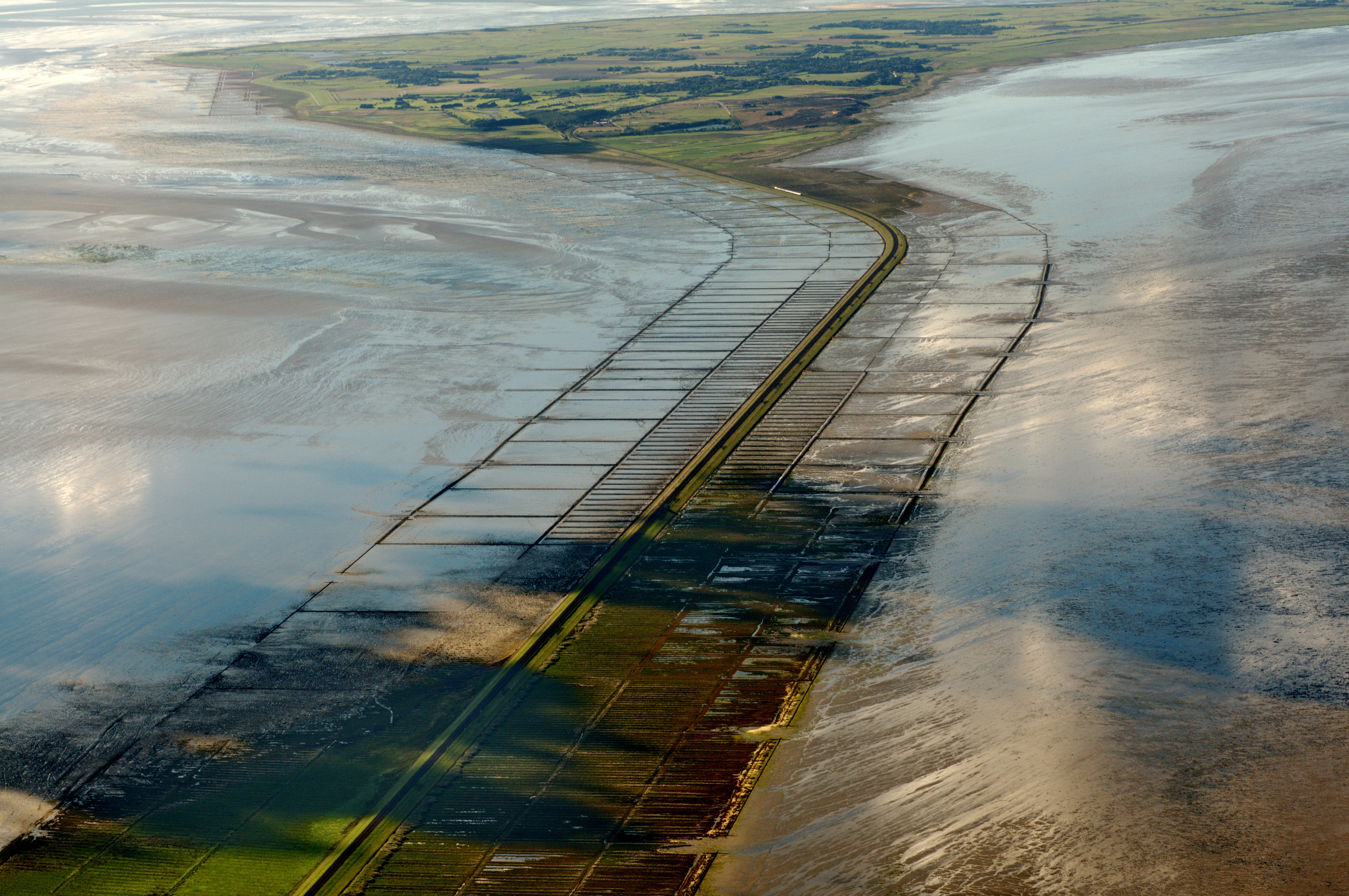
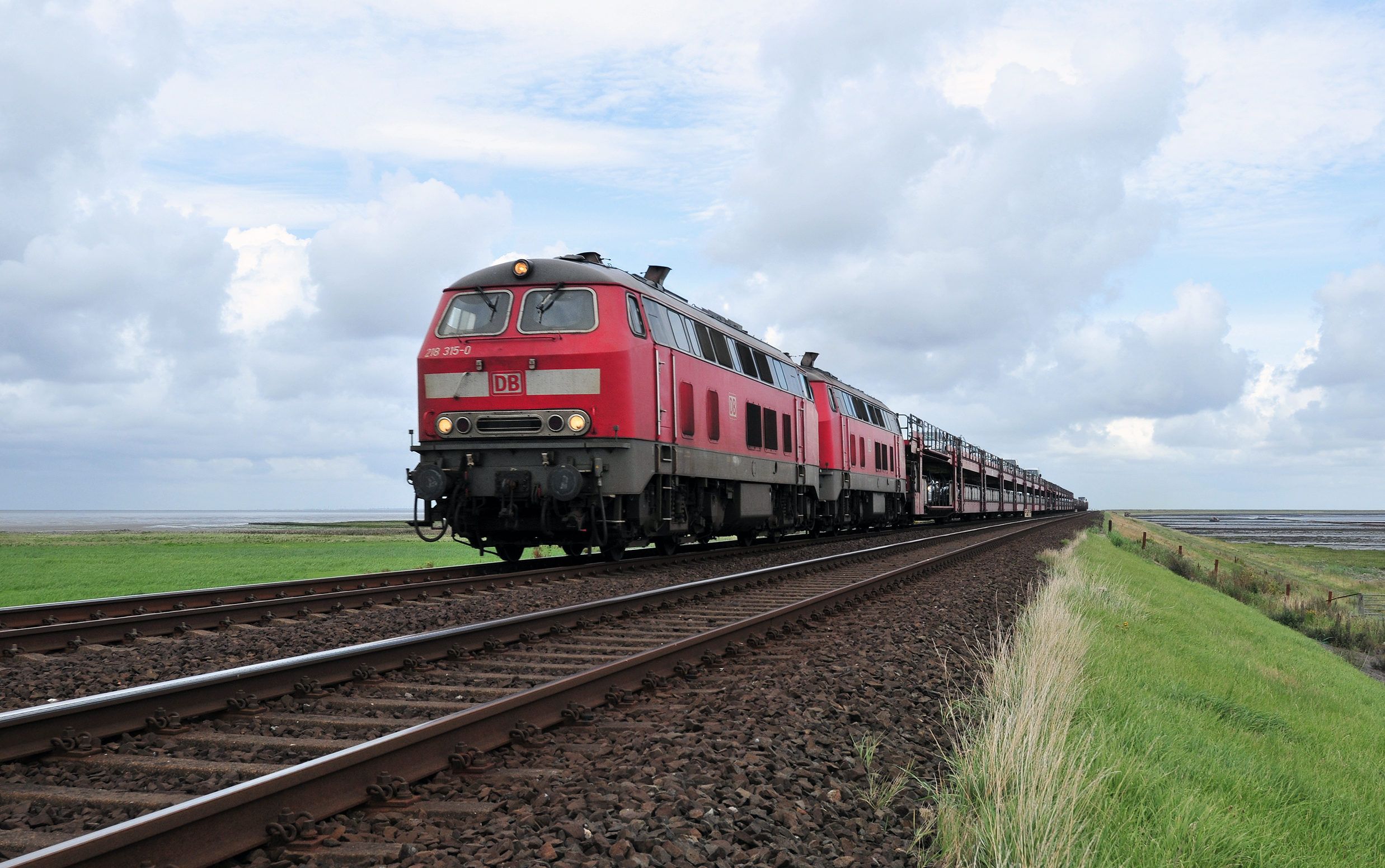
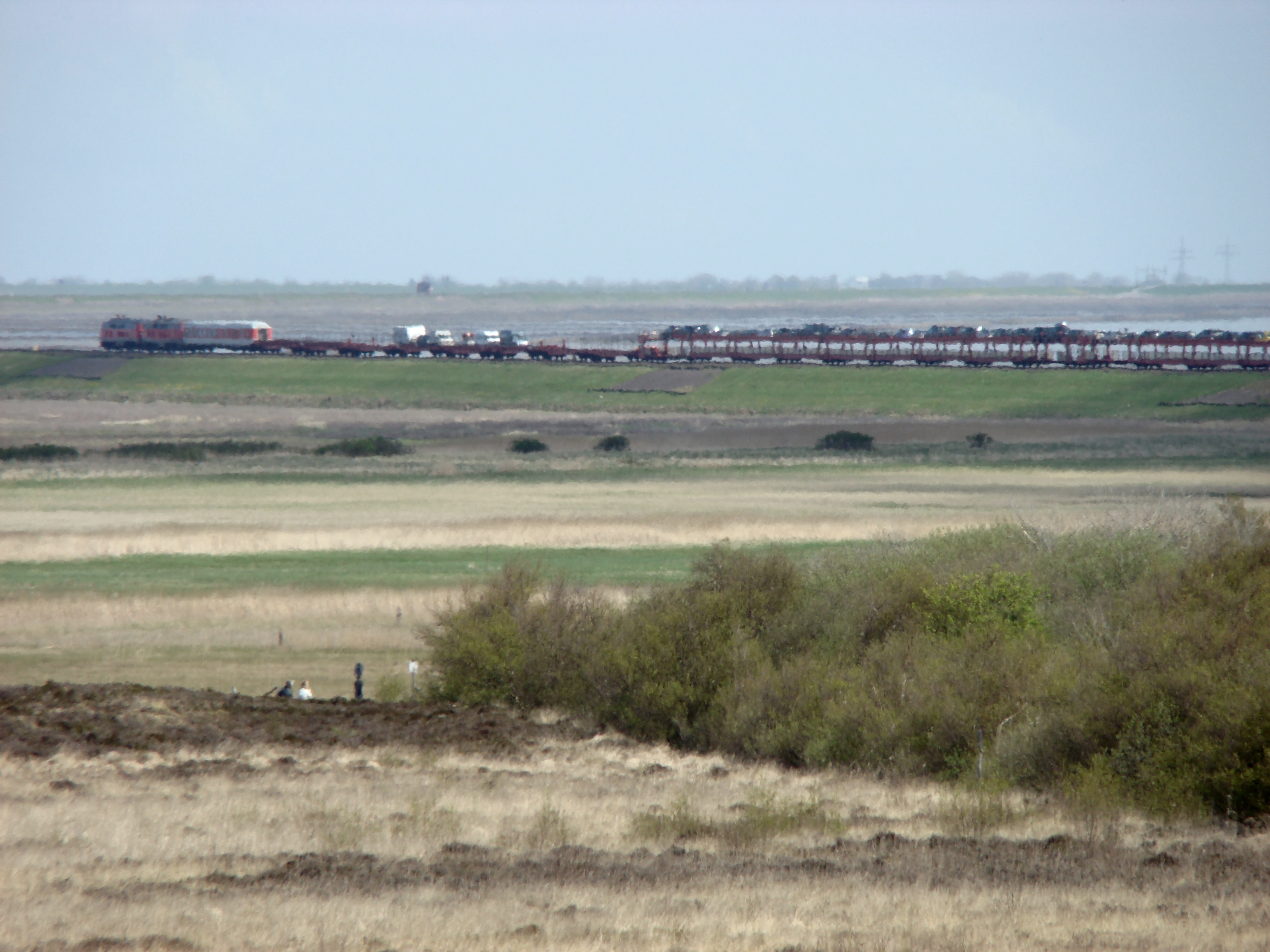